# Setodes acutus
Setodes acutus är en nattsländeart som beskrevs av Navás 1936. Setodes acutus ingår i släktet Setodes och familjen långhornssländor. Inga underarter finns listade i Catalogue of Life.